# Seminário menor
Seminário menor é o lugar onde faz os primeiros anos da formação dos seminaristas católicos que irão ser ordenados sacerdotes para a Igreja Católica. O seminário menor funciona como um "ensino médio católico" (tanto é que em inglês pode ser chamado de high school seminary), é uma preparação de jovens secundaristas para o seminário maior.